# Мост цветов
«Мост цветов» (рум. Podul de Flori) — название двух мероприятий, состоявшихся на берегу реки Прут на советско-румынской границе. В ходе этих мероприятий впервые после присоединения Бессарабии и Северной Буковины к СССР переход советско-румынской границы был осуществлён без предъявления документов, удостоверяющих личность. Во время проведения акций с обоих берегов реки Прут на воду были пущены цветы, что и дало название этим событиям.

## Первый «Мост цветов»
Первая акция прошла 6 мая 1990 года с 13:00 по 19:00 по местному времени. В ходе Первого «Моста цветов» жителям Румынии разрешили пересечь реку Прут в сторону Молдавской ССР без предъявления каких-либо документов. Вдоль границы протяженностью 700 км по Пруту были оборудованы 8 пунктов перехода через границу: Мойкань-Перерыта, Стынка-Костешты, Яссы-Унгень, Унгень-мост Унгень, Албица-Леушень, Фэлчиу-Цыганка, Оанча-Кагул, Галац-Джурджулешть.
В акции участвовало около 1,2 млн человек. Свидетели сравнивали это событие с падением Берлинской стены, которое позволило воссоединиться многим семьям — реку Прут называли «водной Берлинской стеной». В районе Унгеня около 250 тысяч человек перешли границу.
Демонстрацию организовали Культурный союз за единство румын в мире, Культурное общество Бухарест — Кишинёв и Народный фронт Молдовы. Уже утром на румынском побережье появились тысячи граждан, которые несли цветы и опускали их в воду. Вскоре брошенные в воду цветы составили символическую тропу. В полдень группа священников исполнила церковный гимн Te Deum, после которого впервые за долгое время по обе стороны Прута завзучал колокольный звон. В реку снова были брошены цветы, и граждане отправились по мосту, встречаясь с родными и близкими. До 6 часов вечера продолжались празднования, народные гуляния и игры.
После этого события процедура пересечения границы Молдавской ССР с Румынией была значительно упрощена.

## Второй «Мост цветов»
Вторая акция подобного рода произошла 16 июня 1991 года. В этот раз граждане Молдавской ССР смогли пересечь границу Румынии без предъявления документов. Согласно отчёту Rompres, более 150 тысяч жителей Бессарабии перешли границу у Скулени и прибыли в жудец Яссы. Среди перешедших границу была делегация Парламента Молдавии во главе с мэром Кишинёва Николаем Костиным. В Галаце перед Церковью Успения Богородицы был установлен крест, символизирующий единство Румынии и Молдавии.

## Реакция
- В августе 1991 года Президент Республики Молдова Мирча Снегур предложил своему румынскому коллеге Иону Илиеску провести переговоры о заключении официального союза Молдавии и Румынии: в таком случае Снегур мог стать вице-президентом Румынии. Предложение Снегура осталось без ответа[11].
- Президент Франции Франсуа Миттеран по просьбе Михаила Горбачёва в телефонном разговоре с Ионом Илиеску попросил румынского лидера не предпринимать никаких необдуманных действий в связи с демонстрациями[12].

### Цитаты
Мирча Косма, глава совета жудеца Прахова:

В этот день свершилась справедливость за то, что 16 мая 1812 года Молдавию разделила Россия во главе с царём Александром I, и за то, что 28 июня 1940 года Сталин разделил Великую Румынию. Наша встреча с бессарабскими братьями доказывает, что мы один народ, говорящий на языке Эминеску, живущие между Прутом и Днестром. И что союз, который сегодня длился только шесть часов, станет только началом окончательного объединения.

Теодор Баконски, министр иностранных дел Румынии:

В условиях внешней политики это событие представляется как появление возможности для Румынии привести Молдавию в Объединённую Европу. Поэтому цветы, брошенные 20 лет назад в Прут, вскоре пристанут к берегу.

Григорий Виеру, поэт:

Это было невообразимо. Люди кричали и звали друг друга по имени, снова находя друг друга спустя долгие годы. В какой-то момент с другого берега реки мужчина прыгнул в воду и поплыл к бессарабам на другой берет. Мои земляки из Перерыты молчали. Их распирали эмоции, они не смели даже двинуться, пока крестьянин из Перерыты не прыгнул в воду. За ним последовали и другие. Они все собрались на середине Прута и станцевали в реке хору, которую ещё нигде никто не видел и не слышал. Поэтому я считаю: те, кто высмеивают Мост цветов, сами смешны. Слёзы радости ничем не заменишь.

Ион Унгуряну, министр культуры и религии Молдавии:

Десятки тысяч румын с обоих берегов образовали поток подобный реке. Румыны (с западной стороны р. Прут) были первыми, кто вошли в СССР без согласия властей.